# Geraldhy Altamirano
Geraldhy Altamirano (8 de julio de 1973) es un deportista ecuatoriano que compitió en taekwondo. Ganó una medalla en el Campeonato Mundial de Taekwondo de 1997, y tres medallas en el Campeonato Panamericano de Taekwondo entre los años 1998 y 2002.

## Palmarés internacional
| Campeonato Mundial      | Campeonato Mundial | Campeonato Mundial | Campeonato Mundial |
| Año                     | Lugar              | Medalla            | Categoría          |
| ----------------------- | ------------------ | ------------------ | ------------------ |
| 1997                    | Hong Kong (China)  | Medalla de bronce  | –54 kg             |
| Campeonato Panamericano |                    |                    |                    |
| Año                     | Lugar              | Medalla            | Categoría          |
| 1998                    | Lima (Perú)        | Medalla de plata   | –50 kg             |
| 2000                    | Oranjestad (Aruba) | Medalla de bronce  | –54 kg             |
| 2002                    | Quito (Ecuador)    | Medalla de plata   | –54 kg             |